# Liste der State-, U.S.- und Interstate-Highways in Idaho
Dies ist eine Aufstellung von State Highways, U.S. Highways und Interstates im US-Bundesstaat Idaho, nach Nummern.

## State Highways
- Idaho State Highway 1
- Idaho State Highway 3
- Idaho State Highway 4
- Idaho State Highway 5
- Idaho State Highway 6
- Idaho State Highway 7
- Idaho State Highway 8
- Idaho State Highway 9
- Idaho State Highway 11
- Idaho State Highway 13
- Idaho State Highway 14
- Idaho State Highway 16
- Idaho State Highway 19
- Idaho State Highway 21
- Idaho State Highway 22
- Idaho State Highway 24
- Idaho State Highway 25
- Idaho State Highway 27
- Idaho State Highway 28
- Idaho State Highway 29
- Idaho State Highway 31
- Idaho State Highway 32
- Idaho State Highway 33
- Idaho State Highway 34
- Idaho State Highway 36
- Idaho State Highway 37
- Idaho State Highway 38
- Idaho State Highway 39
- Idaho State Highway 40
- Idaho State Highway 41
- Idaho State Highway 43
- Idaho State Highway 44
- Idaho State Highway 45
- Idaho State Highway 46
- Idaho State Highway 47
- Idaho State Highway 48
- Idaho State Highway 50
- Idaho State Highway 51
- Idaho State Highway 52
- Idaho State Highway 53
- Idaho State Highway 54
- Idaho State Highway 55
- Idaho State Highway 57
- Idaho State Highway 58
- Idaho State Highway 60
- Idaho State Highway 61
- Idaho State Highway 62
- Idaho State Highway 64
- Idaho State Highway 66
- Idaho State Highway 67
- Idaho State Highway 69
- Idaho State Highway 71
- Idaho State Highway 72
- Idaho State Highway 74
- Idaho State Highway 75
- Idaho State Highway 77
- Idaho State Highway 78
- Idaho State Highway 79
- Idaho State Highway 81
- Idaho State Highway 87
- Idaho State Highway 97
- Idaho State Highway 99
- Idaho State Highway 128
- Idaho State Highway 162
- Idaho State Highway 200

## Interstate Highways
- Interstate 15
- Interstate 84 (West)
- Interstate 86 (West)
- Interstate 90
- Interstate 184

## U.S. Highways
- U.S. Highway 2
- U.S. Highway 10
- U.S. Highway 12
- U.S. Highway 20
- U.S. Highway 26
- U.S. Highway 30
- U.S. Highway 30N
- U.S. Highway 30S
- U.S. Highway 89
- U.S. Highway 91
- U.S. Highway 93
- U.S. Highway 95
- U.S. Highway 95E
- U.S. Highway 95W
- U.S. Highway 191
- U.S. Highway 195
- U.S. Highway 287
- U.S. Highway 410
- U.S. Highway 630